# Дахије
Дахије (од тур.  — „ујак, у пренесеном значењу: силник”) су биле вође османлијских јањичарских јединица у Београдском пашалуку којим су управљали независно од централних власти од 1801. до 1804. године.

## Историја
Након Свиштовског мира, султан Селим III је 1791. јањичарима забранио приступ Београдском пашалуку. Јаничари су се опирали овим мерама, а њихов отпор је олакшала самовоља Османа Пазваноглуа. Тако су јаничари нашли заједнички циљ са свим групама који су се супротстављали султану. Да би парирали војној моћи јаничара, османлијске власти су морали да се ослањају на помоћ Срба. Политика ослањања на Србе и давања им повластица је било посебно изражена за време београдског Хаџи-Мустафа паше, због чега је прозван „српском мајком”.
На Балкану је у то време главни проблем био Пазван-оглу, који се није задовољавао само управљању Видинским пашалуком, већ је покушавао да врати јаничаре у Београдски пашалук. Због тога је Србима било дозвољено да се наоружавају уједно и оснују посебну Српску народну војску, на чијем челу се налазио комадант Станко Арамбашић са преко 16.000 Срба, што је онемогућило Пазваноглуове напоре. Међутим, Наполеон Бонапарта је 1798. покренуо војну експедицију на Египат, због чега је Порта била принуђена да повуче редовну војску са Балкана. Исто тако је у Цариграду конзервативно крило вршило притисак на султана да прекину политику наоружавања хришћана против муслимана.
У немогућности да води војну кампању Порта је 1798. јањичарима издала ферман којим им је дозвољено да се врате у Београдски пашалук. Након повратка, међу јањичарима су се посебно истакле четворица њихових вођа: Аганлија, Кучук-Алија, Мула Јусуф и Мехмед-Ага Фочић. Њих четворица су 1801. године извршили атентат на дотадашњег београдског везира Хаџи-Мустафа пашу. Након атентата, дахије су поделиле пашалук између себе на четири једнака дела и завеле своју владавину терора, уводећи читлучење и додатне намете становништву Београдског пашалука. Дахије су управљале самостално, односно без одобрења и противно реформаторским покушајима османског султана Селима III. Разноврсна насиља као и Сеча кнезова почетком 1804. Проузроковали су почетак буне против дахија која се претворила у Први српски устанак.
После почетка устанка дахије су Дунавом побегли на острво Ада Кале код Кладова. Бећир-паша је наредио локалним турским командантима да дахије предају српским устаницима, који су им одсекли главе и однели у Београд.